# 金缕衣 (电视剧)
《金缕衣》，是1993年中國电视公司制作出品的电视剧。根据杜秋娘的故事改编，共11集，周筱云、宋逸民、白鹰、蔡岳勳主演。

## 演员表
- 周筱云—杜秋娘
- 宋逸民—唐宪宗
- 宋逸民—余生
- 白鹰—吐突承璀
- 吴风—李錡
- 杨泽中—王守澄
- 徐华凤—宋若宪
- 蔡岳勳—姜廷
- 戈伟家—傅道宁
- 陈奇汶—嘉儿
- 韩冬冬—郭皇后
- 冯凯—李福
- 杨玄—王之涣
- 赵继峰—华云
- 张燕萍—华翠
- 韩瑞兰—杜母
- 罗旭文—李恒
- 廉浩—杜牧
- 张克瑶—杜祐
- 陈树青—梁守谦
- 严彬—周师傅
- 卡嗦—汪儒